# Феофилактов, Владимир Иванович
Влади́мир Ива́нович Феофила́ктов (род. 13 сентября 1937, Челябинск, Челябинская область, СССР) — советский и российский учёный, доктор технических наук (1992), профессор (1994), действительный член Российской академии ракетных и артиллерийских наук (1998). Лауреат Государственной премии СССР (1983).

## Биография
Родился 13 сентября 1937 в Челябинске в семье служащих. В 1954 году окончил железнодорожную школу № 2 и поступил на факультет двигателей, приборов, автоматов в Челябинский политехнический институт (ЧПИ), который закончил в 1959 году по специальности инженер-механик; был направлен на работу в конструкторское бюро под руководством В. П. Макеева.
С 1959 по 1998 год работал в Миассе, в СКБ № 385 (КБ машиностроения, АО "Государственный ракетный центр (ГРЦ) «КБ им. академика В. П. Макеева»), последовательно занимая должности инженера, начальника отдела, заместителя главного конструктора, заместителя генерального конструктора. С марта 1998 — на Миасском машиностроительном заводе: научный руководитель и — одновременно — президент ЗАО «Конверсия-ТЭК» (2000—2002); 1988—2000 — по совместительству заведующий кафедрой энергоустановок Уфимского государственного авиационного технического университета при ГРЦ «КБ им. академика В. П. Макеева». В 2006—2011 годах по совместительству преподавал на кафедре двигателей летательных аппаратов аэрокосмического факультета ЮУрГУ.
В 1985 году защитил кандидатскую диссертацию, в 1992 — докторскую диссертацию по тематике производственной деятельности. С 1994 года — профессор.
В 2011 ушёл на пенсию.

## Научная деятельность
Участник разработки двигателя разворота носителя ракеты Р-27У, разработчик системы двигателей для преодоления противоракетной обороны ракетой Р-29, двигателей закрутки боевых блоков ракет Р-29, Р-39, Р-29РМ и энергетических установок старта ракеты Р-39.
Автор ряда новаторских схемно-конструктивных решений для нового класса двигателей — крупногабаритных тороидальных высокоимпульсных ракетных двигателей твердого топлива (РДТТ) многосопловой конструкции.
Опубликовал более 60 научных работ, в том числе 3 монографии. Научный руководитель 4 кандидатов наук и 2 докторов наук.

## Признание и награды
- Лауреат Государственной премии СССР (1983);
- Два ордена Трудового Красного Знамени (1971, 1978);
- Медаль имени академика В. П. Макеева (1992);
- Действительный член Российской академии ракетных и артиллерийских наук (1998)[1][2][3].